# Нови Србин (часопис)
Нови Србин је часопис средњошколаца Срба у Угарској. Уредник и власник је био Васа Стајић, а главни уредник Милан Стричевић. Излазио је од 1912. до 1914. године.

## О часопису
Нови Србин спада у омладинске часописе. Појавио се потпуно ненајављено септембра 1912. године у Сомбору, месец дана пре избијања Првог балканског рата и излазио је до марта 1914. године када је, због хапшења уредника и започињања Првог светског рата, обустављен. Часопис је смео и политички опредељен, истрајан у борби за права српског подмлатка на школовање на свом језику. По радовима и зрелости програмске оријентације Нови Србин није само лист за ђаке. Иако има доста књижевних прилога, лист није искључиво књижевно гласило. У њему нема књижевних остварења ученика.. Залагао се за слогу Срба и Мађара, заступао слободније идеје у политици и васпитању младих. Пратио је и догађаје на ратишту. Спољни фактори (историјски, политички, идеолошки и културни) утицали су на покретање, живот и гашење Новог Србина. Ови фактори су условљавали производњу текстова и одређивали начине културне и књижевне метакомуникације, односно рецепције. Свој укупни учинак часопис је свео на постизање практичних циљева, на реализацију идеје о националној слободи и самосталности Срба. Ту је спадало и високо вредновање националног у најопштијем смислу; њиме је требало апсорбовати младе нараштаје и припремити их за неизвесности и тешка искушења која су собом доносили Балкански ратови и Први светски рат.

#### РубрикаКласична српска књижевност
Ова рубрика присутна је у свим бројевима Новог Србина.

#### РубрикаЂачки живот
Ова рубрика доноси вести о ученицима и појавама у школама. У њима је присутно борбено расположење.

#### Испит наше савести
Као последњи рад објављен је уреднички коментар Испит наше савести. У њему се откривају све тешкоће и опасности које су вребале и лист и самог уредника. У овој исповести, уредништво указује на скрушеност и разочарање што је било много ватрености, а премало борбених духова.

#### Читанка Новогa Србина
Последњи петоброј 4-8 из 1914. године штампан је у облику књиге као Читанка Новогa Србина. У њој се налазе родољубиве песме. Васа Стајић напомиње да је добра родољубива песма увек и лепа песма, али истиче и њене етичке, логичке и васпитне вредности.

### Периодичност
Излазио је једном месечно.

### Уредници
- Васа Стајић - покретач и уредник
- Милан Стричевић - одговорни уредник

### Штампарије
Прво је штампан у Сомбору, у Српској штампарији Владимира Бајића. Због уређивачке концепције, програма, прилога и рубрика био је приморан да услед политичких притисака угарске власти премести редакцију у Панчево у другој години излажења.

## Сарадници
- Милета Јакшић
- Исидора Секулић
- Вељко Петровић
- Јован Скерлић